# Càstul Soberano Roca
Càstul Soberano Roca (Reus, 6 de març de 1859 - 18 d'octubre de 1895) va ser un pintor català fill del també pintor Domènec Soberano.

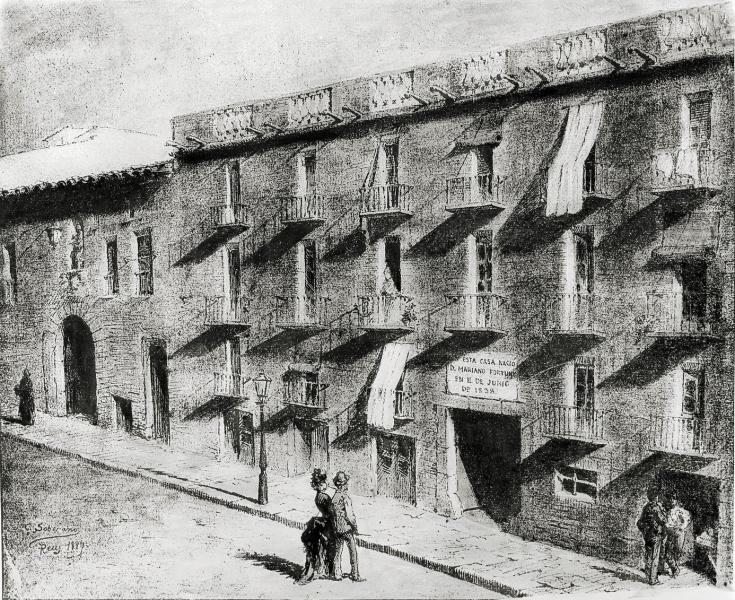
Casa natal de Fortuny, per Càstul Soberano

Era conegut pel nom de Càstul, però al llibre de baptisme consta amb els noms de Víctor, Jaume i Oleguer. Va aprendre dibuix i pintura a l'escola del seu pare, on va mostrar aviat la gran facilitat tècnica que tenia. Bon amic dels pintors Josep Llovera i Baldomer Galofre, va fer algunes exposicions amb ells a sales locals. Marià Fortuny l'apreciava, i el 1874 el diari local Las Circunstancias publicava un article d'aquest pintor que tornava d'un viatge a Granada on elogiava els dibuixos de Càstul. Fortuny va oferir a Domènec Soberano, que havia estat mestre seu i amb el que li unia una gran amistat, emportar-se el seu fill Càstul a Roma, on li donaria una pensió i li faria de mestre, però la família no va voler allunyar al noi de la seva ciutat. El Diario de Reus, pel novembre de 1876, quan Càstul tenia 17 anys, va fer una ressenya d'una exposició d'aquest pintor on destacava els colors i la tècnica. Va presentar uns bodegons de fruita i flors que va vendre de seguida. Conegut a la ciutat, va dedicar-se al retrat, i el 1877 va fer un quadre del mestre fuster local Joan Maleras. També es coneix un retrat d'Aleix Martorell, amic seu, enginyer de l'Armada, vestit amb uniforme de gala.
La Junta del Santuari de Misericòrdia li va encarregar una pintura per la capella de les Aparicions, que el diari local Lo Somatent va elogiar extraordinàriament. Aquesta obra va ser cremada l'any 1936 quan es va assaltar el Santuari. La seva carrera es va truncar el 1896, quan va morir per una forta grip amb 36 anys. La ciutat de Reus no conserva cap obra seva.